# Iantarne
Iantarne (en ucraïnès Янта́рне) és un poble de la república de Crimea, a Ucraïna, que el 2014 tenia 2.368 habitants. Pertany al districte de Krasnogvardi. Fins 1945 es deia Tashli-Dair (Ташли-Даїр, Taşlı Dayır).